# Tom Gale
Pour les articles homonymes, voir Gale (homonymie).
Tom Gale (né le 18 décembre 1998 à Bath) est un athlète britannique, spécialiste du saut en hauteur.

## Carrière
Il remporte la médaille de bronze aux Championnats d'Europe U20 2017. Il participe ensuite aux Jeux du Commonwealth de 2018 sans se qualifier pour la finale puis obtient la médaille d'argent aux Championnats d'Europe espoirs d'athlétisme 2019.
Aux Jeux olympiques de 2020, il est l'un des treize qualifiés pour la finale en ayant sauté 2,28 m, sa meilleure performance de la saison. Il se classe finalement 11e.

## Palmarès
| Date | Compétition     | Lieu  | Résultat | Marque |
| ---- | --------------- | ----- | -------- | ------ |
| 2021 | Jeux olympiques | Tokyo | 11e      | 2,27 m |

## Records
Ses records personnels sont de 2,30 m (Bedford, 2017) et 2,33 m en salle (Hustopeče, République tchèque, 2020).

## Vie privée
Gale est originaire de Trowbridge, dans le Wiltshire, où il fréquente la John of Gaunt School. Il a un frère plus âgé appelé Ben.